# 朱載壕
永新恭懿王朱载壕（16世纪—1583年），明朝永新安庄王朱厚熿的嫡长子。

## 生平
嘉靖三十七年（1558年），朱厚熿去世。嘉靖四十年（1561年）十月，明世宗遣永康侯徐喬松等為正使，太常寺少卿謝敏行等為副使，持節冊封朱載壕為永新王，南城兵馬指揮陳謨的女兒為永新王妃。
万历十一年（1583年），朱载壕去世。嫡长子永新长子朱翊键未及受册袭封也去世。万历十六年（1588年），朱翊键的庶长子朱常渭袭封永新王。